# Valentin Haussmann
Valentin Haussmann (également Haußmann ou Hausmann, né vers 1560 à Gerbstedt et mort vers 1614 dans la même ville) est un organiste et un compositeur de musique classique allemand.

## Biographie
Il est le fils du musicien Valentin Haussmann (vers 1484 à Nuremberg - vers 1560 à Gerbstedt), un ami de Martin Luther et Johann Walter. Il n'y a aucune information sur ses premières années et son éducation musicale. Jusqu'en 1609, Haussmann était organiste et conseiller à Gerbstedt
Avec des éditions de compositions de chansons italiennes en allemand et ses propres compositions, il contribue de manière décisive à la diffusion de la musique italienne en Allemagne et effectue une contribution précoce à la musique instrumentale (Neue Intrade, 1604). Il crée également quelques œuvres de musique sacrée.
Avec ses mouvements de danse orchestrale imprimés en 1598, il est le premier véritable compositeur instrumental en Allemagne. Au début, il n'a pas de poste permanent, mais voyage à travers le pays en tant que «musicus» indépendant. Ce n'est qu'en 1590 qu'il obtient un emploi d'organiste dans sa ville natale, où il est également conseiller à l'époque.
Sa date exacte de décès n'est toujours pas claire aujourd'hui, mais elle doit être 1614 ou peu avant, du fait que la deuxième publication du Student Garden de Johann Jeep (de), qui a été publiée cette année là, contient une composition sur sa mort.